# Gergei
Gergei (sardinsky: Gerxèi) je italská obec (comune) v provincii Sud Sardegna v regionu Sardinie. Nachází se ve výšce 374 metrů nad mořem a má přibližně 1 100 obyvatel. Rozloha obce je 36,18 km².